# Kaori Matsumoto
Pour les articles homonymes, voir Matsumoto.
Kaori Matsumoto (松本 薫, Matsumoto Kaori), née le 11 septembre 1987 à Kanazawa, est une judokate japonaise en activité évoluant dans la catégorie des moins de 57 kg.

## Biographie
Kaori Matsumoto participe aux Championnats d'Asie de judo 2008 et s'y accapare la médaille d'or.
Aux Championnats du monde de judo 2009, elle n'accède pas au podium, finissant 5e.
L'année 2010 est un triomphe pour la jeune judokate. Cette année-là, elle remporte 6 médailles d'or : au World Masters en janvier, au Grand Slam à Paris et au Grand Prix Dusseldorf en février, aux Championnats du monde de judo 2010 à Tokyo en septembre, aux Jeux Asiatiques en novembre puis au Grand Slam de Tokyo en décembre.
En août 2011, à Paris, elle accède à une troisième place aux Championnats du monde de judo 2011. En décembre, elle remporte la médaille d'or au Grand Slam de Tokyo.
2012 est une année victorieuse pour Kaori, elle remporte des médailles d'or au Masters en janvier et au Grand Prix Dusseldorf en février, avant de s'offrir le sacre olympique aux Jeux olympiques d'été de 2012 à Londres.
Elle gagne la médaille de bronze aux Jeux olympiques d'été de 2016 à Rio de Janeiro.
Elle se reconvertit ensuite en glacière.

## Palmarès
| Année | Compétition           | Lieu           | Résultat | Catégorie      |
| ----- | --------------------- | -------------- | -------- | -------------- |
| 2008  | Championnats d'Asie   | Jeju           | 1re      | Moins de 57 kg |
| 2010  | Championnats du monde | Tokyo          | 1re      | Moins de 57 kg |
| 2011  | Championnats du monde | Paris          | 3e       | Moins de 57 kg |
| 2012  | Jeux olympiques       | Londres        | 1re      | Moins de 57 kg |
| 2015  | Championnats du monde | Astana         | 1re      | Moins de 57 kg |
| 2016  | Jeux olympiques       | Rio de Janeiro | 3e       | Moins de 57 kg |